# Vytautas Landsbergis
Vytautas Landsbergis (Kaunas, 18 oktober 1932) is een Litouwse politicus, musicus, muziekwetenschapper en schrijver. Hij was het eerste staatshoofd van de Republiek Litouwen na het herstel van de onafhankelijkheid in 1990.

## Vroege carrière
Vytautas Landsbergis was de zoon van de architect Vytautas Landsbergis-Žemkalnis en de oogarts Ona Jablonskytė-Landsbergienė. Landsbergis' moeder kreeg in 1995 de Jad Wasjem-medaille, omdat ze in de Tweede Wereldoorlog Joden had helpen onderduiken.
Vytautas bleek al snel over vele talenten te beschikken. In 1951 werd hij derde bij de Litouwse schaakkampioenschappen. In 1955 studeerde hij af aan het Litouwse Conservatorium in Vilnius (tegenwoordig de Litouwse Academie voor Muziek en Theater). In 1969 promoveerde hij in de musicologie. In 1978 werd hij hoogleraar aan het Litouwse Conservatorium en daarnaast aan de Pedagogische Universiteit van Vilnius. Hij schreef nogmaals een proefschrift, waarmee hij in 1994 zijn habilitatie behaalde.
Landsbergis heeft zich vele jaren ingezet voor de muziek van de componist en kunstschilder Mikalojus Konstantinas Čiurlionis en zelf ook als pianist verschillende van diens werken op de plaat gezet. Hij heeft meer dan twintig boeken op zijn naam staan, waaronder een biografie van Čiurlionis.
Hij was getrouwd met Gražina Ručytė-Landsbergienė (1930-2020), ook pianiste en hoogleraar aan de Litouwse Academie voor Muziek en Theater. Zijn dochters Jūratė en Birutė zijn ook musici. Zijn zoon Vytautas Landsbergis jr. is een bekend schrijver en filmproducent.

## Politieke carrière
Landsbergis werd in 1988 een van de stichters van Sąjūdis, de Litouwse onafhankelijkheidsbeweging. Toen Sąjūdis in februari 1990 de Litouwse verkiezingen had gewonnen (de eerste vrije verkiezingen sinds 1926), werd Landsbergis benoemd tot voorzitter van de Opperste Sovjet van Litouwen. Op dezelfde dag, 11 maart 1990, nam de Opperste Sovjet een nieuwe naam aan: Opperste Raad van Litouwen, en werd een wet aangenomen waarbij Litouwen zijn onafhankelijkheid herstelde. Litouwen was al eerder onafhankelijk geweest, in de jaren 1918-1940, maar in 1940 door de Sovjet-Unie bezet. Die bezetting werd nu beëindigd verklaard. Litouwen werd daarvoor zwaar gestraft door de nog aanwezige Sovjettroepen. Bij een aanval van het Rode Leger op het Litouwse televisiestation op 13 januari 1991 vielen dertien doden. Bij het dorp Medininkai werden op 31 juli 1991 zeven douaniers van een nieuw ingerichte douanepost aan de grens met Wit-Rusland door Sovjet-politietroepen vermoord.
Vanaf 11 maart 1990 tot aan de volgende verkiezingen in november 1992 was Landsbergis als voorzitter van de Opperste Raad van Litouwen feitelijk staatshoofd van het land. Op 30 juni 2022 nam de Seimas, het Litouwse parlement, een verklaring aan dat Landsbergis in deze periode ook het officiële staatshoofd was geweest.
Tijdens het bewind van Landsbergis veranderde de situatie in het voordeel van Litouwen. Litouwen ging met steeds meer landen diplomatieke betrekkingen aan. Op 17 september 1991 trad het land toe tot de Verenigde Naties. De Sovjet-Unie werd in december 1991 ontbonden. Sąjūdis verloor echter de verkiezingen van november 1992 aan de Litouwse Democratische Arbeidspartij van Algirdas Brazauskas, die het voorzitterschap van Landsbergis overnam en kort daarna tot president werd gekozen.
In 1993 stichtte Landsbergis een nieuwe partij, de Vaderland Unie, ook wel Conservatieve Partij of Christen-Democratische Partij genoemd. De partij behaalde een grote overwinning bij de parlementsverkiezingen van 1996. Landsbergis werd voorzitter van de Seimas. Hij vervulde die functie tot 2000. In 1997 was hij kandidaat voor het presidentschap, maar hij werd niet gekozen. In 1998 ontving hij het Grootkruis in de Orde van Vytautas de Grote.
In 2004 werd Landsbergis lid van het Europese Parlement voor zijn partij, de Vaderland Unie. De partij is aangesloten bij de Europese Volkspartij. Begin 2005 stelde hij voor binnen de hele Europese Unie nazisymbolen (zoals het hakenkruis) en communistische symbolen (zoals de hamer en sikkel) te verbieden. Dat voorstel haalde het niet. In 2008 was hij een van de ondertekenaren van de Verklaring van Praag.
Bij de Europese verkiezingen van 2014 was Landsbergis niet meer verkiesbaar. Bij die verkiezingen werd echter wel zijn kleinzoon Gabrielius Landsbergis gekozen namens de Vaderland Unie.
Op 24 november 2015 bleek in de Seimas geen meerderheid te vinden om Landsbergis de Vrijheidsprijs (een jaarlijks uitgereikte prijs om personen en organisaties te eren voor hun bijdrage aan de verdediging van de mensenrechten, uitbouw van de democratie en bevordering van internationale samenwerking voor het recht op zelfbeschikking) voor 2015 toe te kennen. Op 13 januari 2016 ontving Landsbergis echter toch een particuliere Vrijheidsprijs uit de handen van een twintigtal organisaties, die daarvoor geld hadden ingezameld.
Ondanks zijn politieke loopbaan bleef Landsbergis regelmatig concerten geven en platen opnemen. In november 2002 was hij in Nederland en speelde hij voor de Nederlands-Baltische Vereniging pianomuziek van Čiurlionis.

## Onderscheidingen

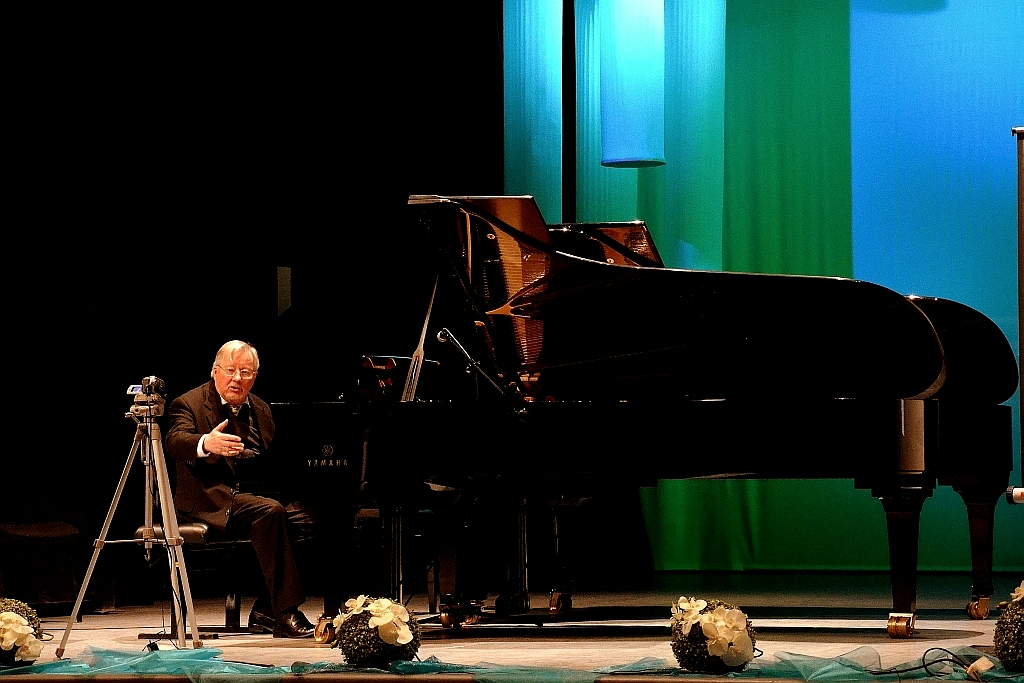
Landsbergis speelt Čiurlionis in Sanok, Polen, in 2013

### Litouwen
- grootmeester van de Orde van Vytautas de Grote (in zijn periode als staatshoofd)
- grootkruis in de Orde van het Kruis van Vytis

### Andere landen
- Duitsland: de Sächsische Verfassungsmedaille
- Estland: Orde van het Kruis van Terra Mariana, eerste klasse met keten
- Frankrijk: Legioen van Eer, grootofficier (1997) en grootkruis (2016)
- Frankrijk: grootkruis in de Orde van La Pléiade
- Griekenland: grootkruis van de Orde van Eer
- Letland: grootofficier van de Orde van de Drie Sterren
- Noorwegen: grootkruis van de Orde van Verdienste
- Polen: grootkruis van de Orde van Verdienste van de Republiek Polen
- Roemeense koninklijke familie: grootkruis van de Orde van de Kroon van Roemenië